# Dębnica Kaszubska
Dębnica Kaszubska (deutsch Rathsdamnitz, kaschubisch Kaszëbskô Dãbnica bzw. Kaszëbskô Damnica) ist ein Dorf in der polnischen Woiwodschaft Pommern. Es ist Sitz der gleichnamigen Landgemeinde im Powiat Słupski (Stolper Kreis).

## Geographische Lage
Das Kirchdorf liegt in Hinterpommern, am rechten Ufer der Stolpe, etwa 14 Kilometer südöstlich von Stolp. Die Häuser sind zu beiden Seiten eines südwärts fließenden Bachs angelegt, der in die Schottow mündet und der in älterer Zeit eine Wassermühle antrieb. Das Dorf liegt am Nordostrand des Landschaftsschutzparks Stolpetal (Park krajobrazowy Dolina Słupi), der sich bis nach Bytów (Bütow) und an den Jassener See hinzieht.

## Geschichte

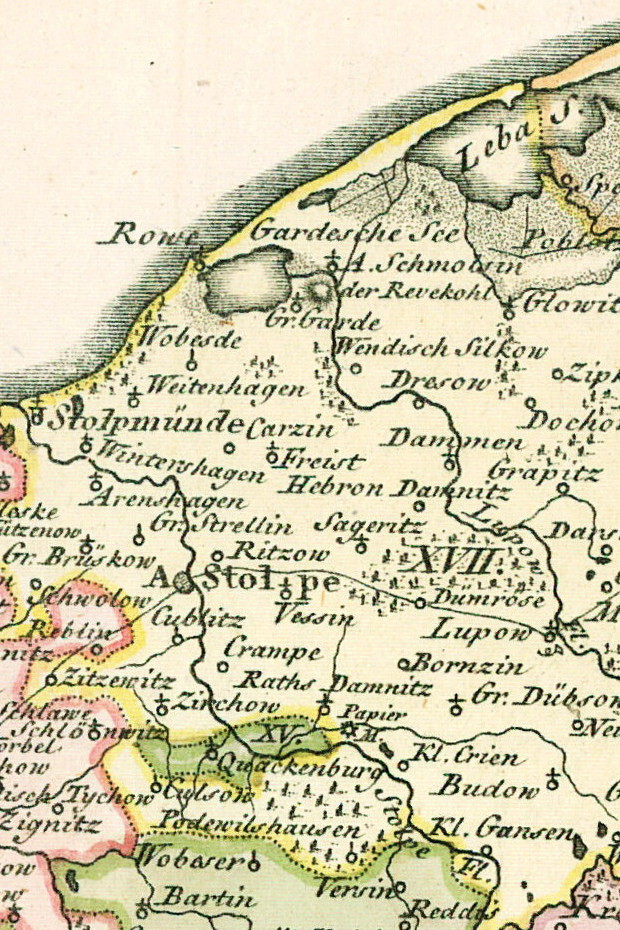
Rathsdamnitz (Raths Damnitz), Kirchdorf, südöstlich der Stadt Stolp (früher Stolpe geschrieben) und rechts der Stolpe, auf einer Landkarte von 1794.

Rathsdamnitz südöstlich von Stolp (linke Bildhälfte) und östlich von Schlawe auf einer Landkarte von 1910.

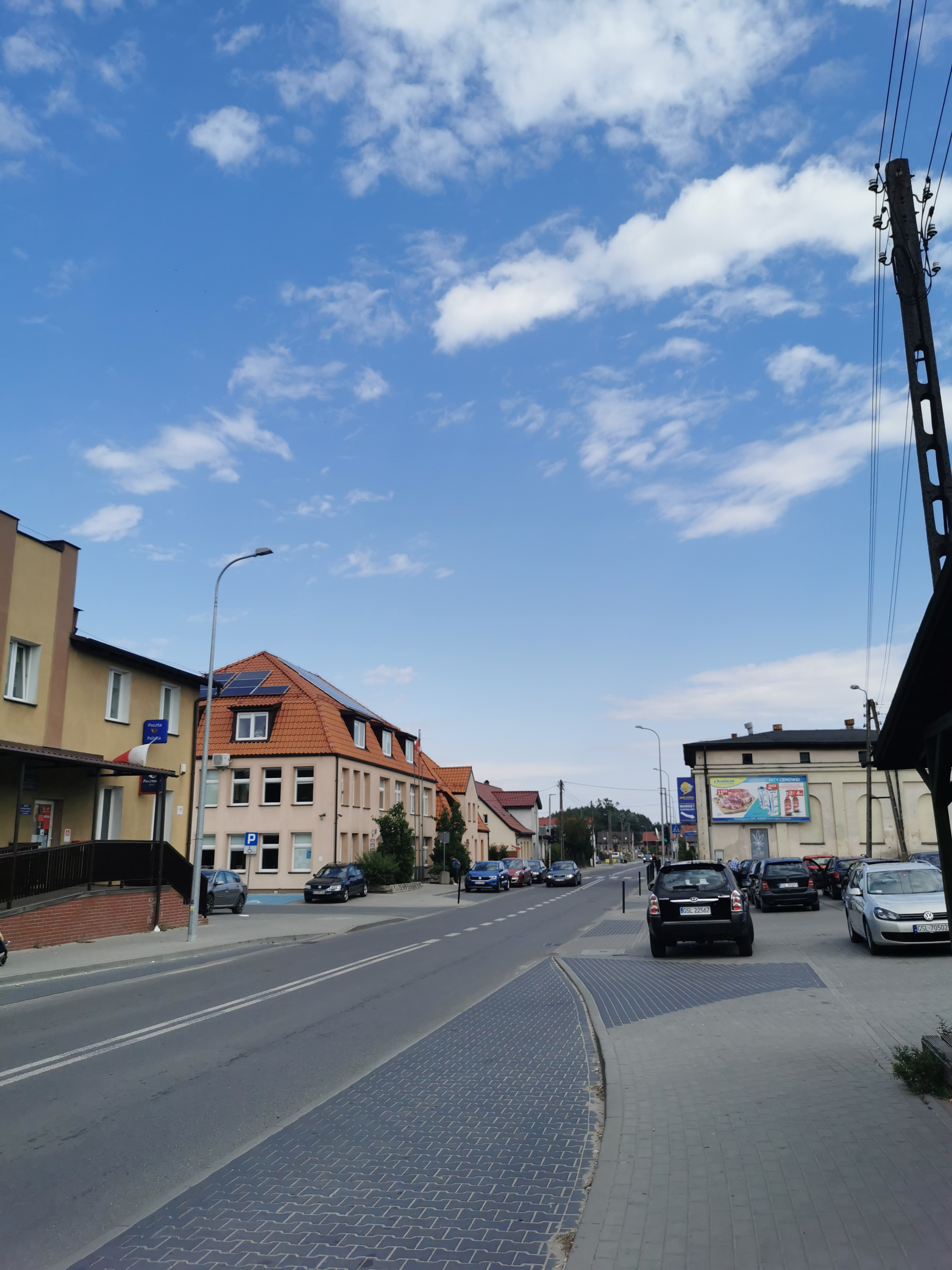
Dorfstraße (2021)

Aus wendischer Zeit sind die Ortsbezeichnungen Dammencze, Damptize, Damnitze bzw. Damnitz überliefert, die ‚Eichenort‘ bedeuten – hier war offenbar einst ein Eichenwald. Weil das Dorf eine Eigentumsortschaft der Stadt bzw. des Rates der Stadt Stolp war, bildete sich im 17. Jahrhundert der Name ‚Rathsdamnitz‘ heraus, der am 14. April 1683 erstmals urkundlich nachgewiesen ist und der den Ort von dem 20 Kilometer nordöstlich von Stolp gelegenen Dorf und Rittergut Hebrondamnitz unterschied. Der historischen Dorfform nach war Rathsdamnitz ein Gassendorf. Schon in vorgeschichtlicher Zeit muss es stark besiedelt gewesen sein. Das zeigen zahlreiche Gräberfelder aus der jüngeren Bronze- und der Eisenzeit. Die alte wendische Siedlung lag an dem Platz, auf dem vor 1945 das Spritzenhaus stand. Die eingewanderten Deutschen siedelten sich etwas nördlicher davon am Bach an, der den Namen „deutscher Bach“ erhielt.
1485 kaufte der Magistrat der Stadt Stolp einen Teil des Dorfes Damnitz von Martin Wobeser und einen anderen Teil von den Kindern des verstorbenen Claus von Puttkamer auf Zettin. Außerdem kamen zwei Bauern und ein Kossät 1517 an den Magistrat, der dadurch Alleineigentümer des Dorfs wurde.
Im Jahre 1782 werden für Rathsdamnitz vermerkt: zwei Vorwerke, eine Papiermühle, eine Schneidemühle, ein Prediger, ein Küster, fünf Bauernstellen, drei Kossäten, zwei Büdner, ein Predigercolonus, ein Krug und eine Schmiede bei insgesamt 26 Feuerstellen.
Am 7. August 1820 fand hier die Regulierung der gutsherrlichen und bäuerlichen Verhältnisse statt.
1847 zählte der Ort bis zu 200 Einwohner. Als dann die Papiermühle in eine  Papierfabrik umgewandelt wurde, entwickelte sich das Dorf zu einem Industriestandort.
Anfang der 1930er Jahre hatte die Gemarkung der Landgemeinde Rathsdamnitz eine Fläche von 17 km². Innerhalb der Gemeindegrenzen standen insgesamt 145 bewohnte Wohnhäuser an zwei verschiedenen Wohnstätten:
1. Neufeld
2. Rathsdamnitz

Um 1935 hatte Rathsdamnitz unter anderem fünf Gasthöfe, eine Niederlassung der Spar- und Darlehnskasse, eine Zellulose- und Papierfabrik, eine Kalksandsteinfabrik, eine Fassfabrik, zwei Holzsägewerke, eine Molkerei, eine Mühle, eine Apotheke, eine Drogerie, vier Bäckereien, neun Gemischtwarenläden, eine Schlosserei, zwei Schmieden, zwei Stellmachereien und drei Tischlereien.

Gebäude im Dorf
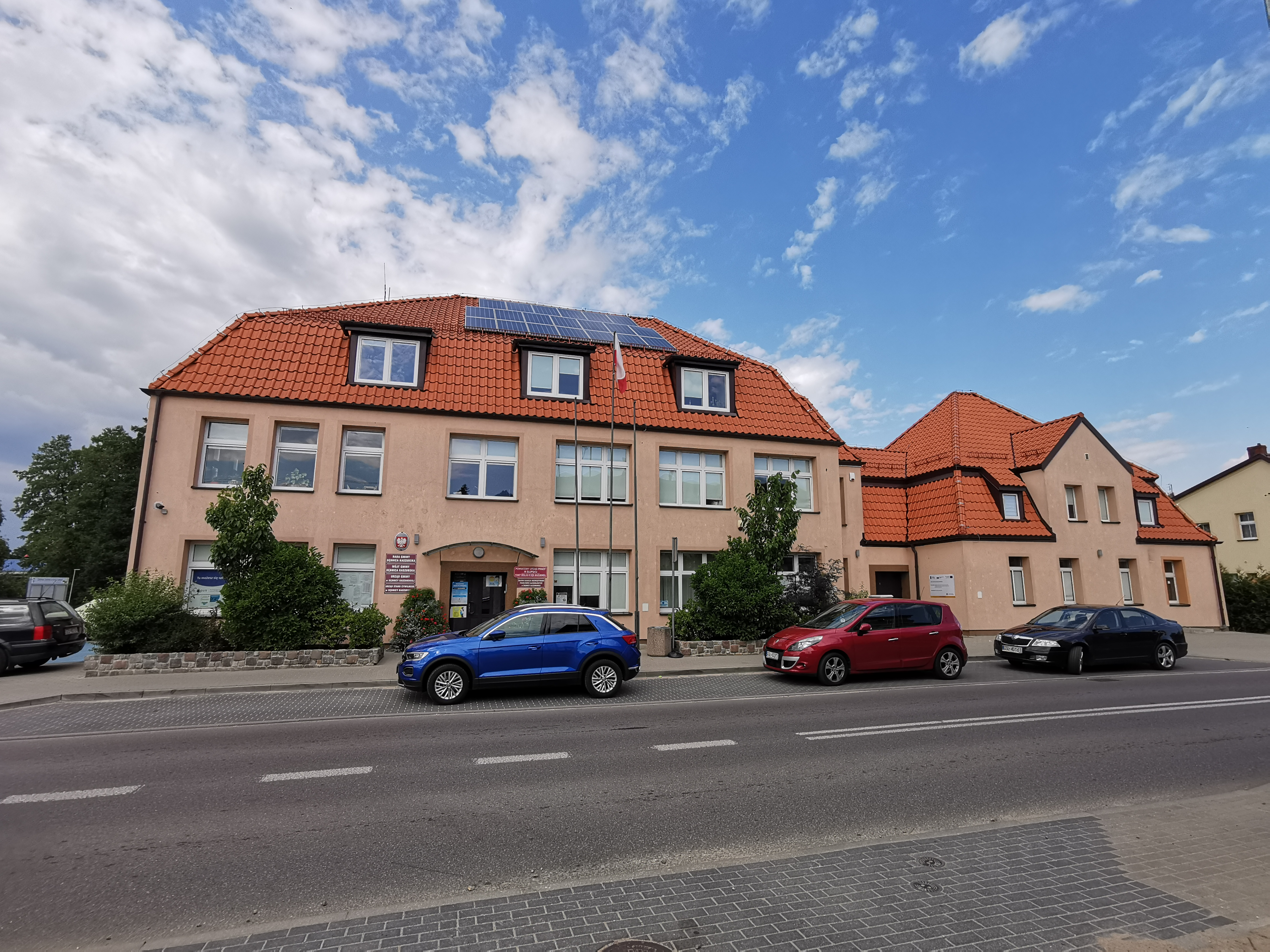
Amtsgebäude (2021)
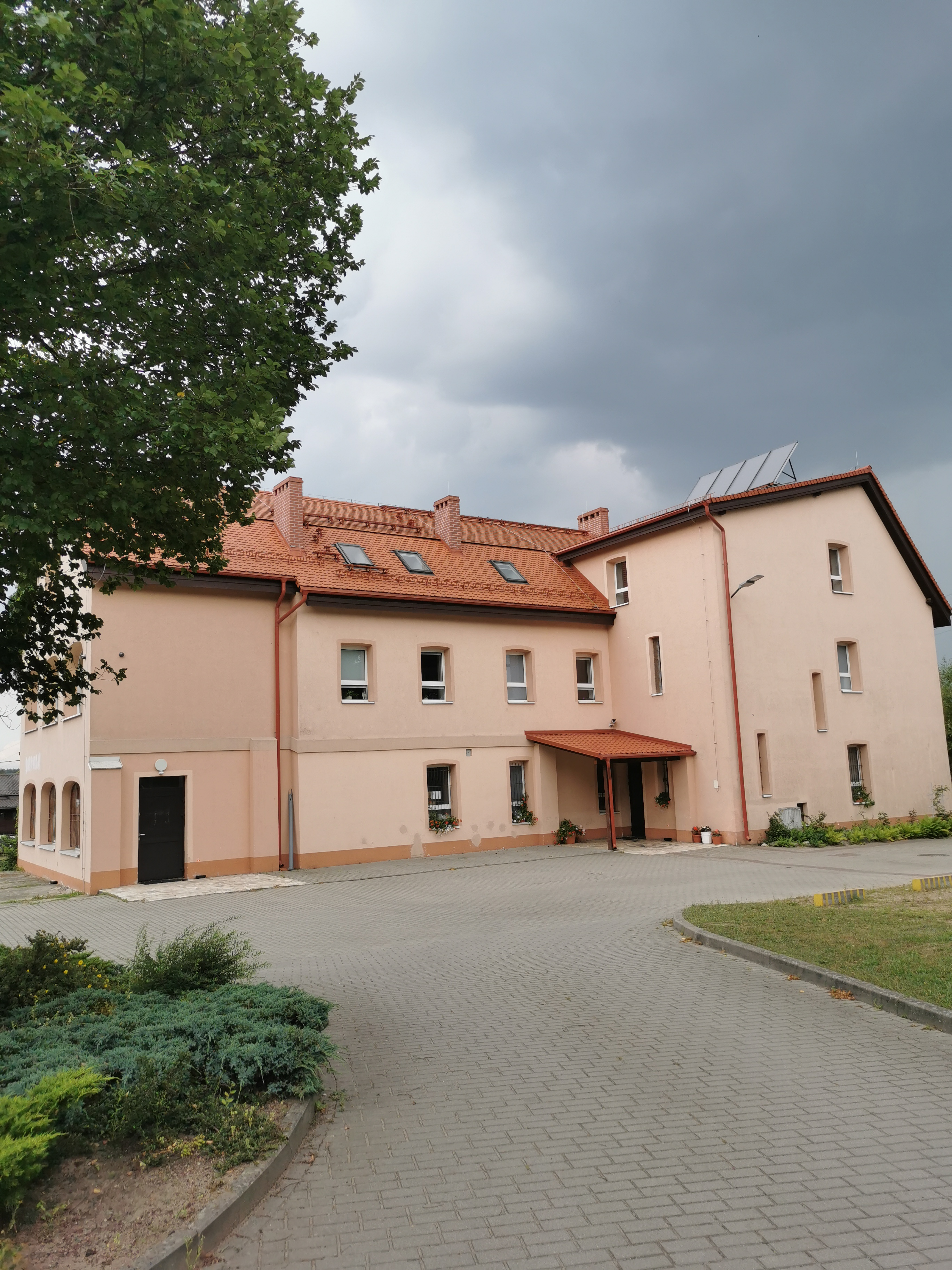
Kulturhaus (2021)
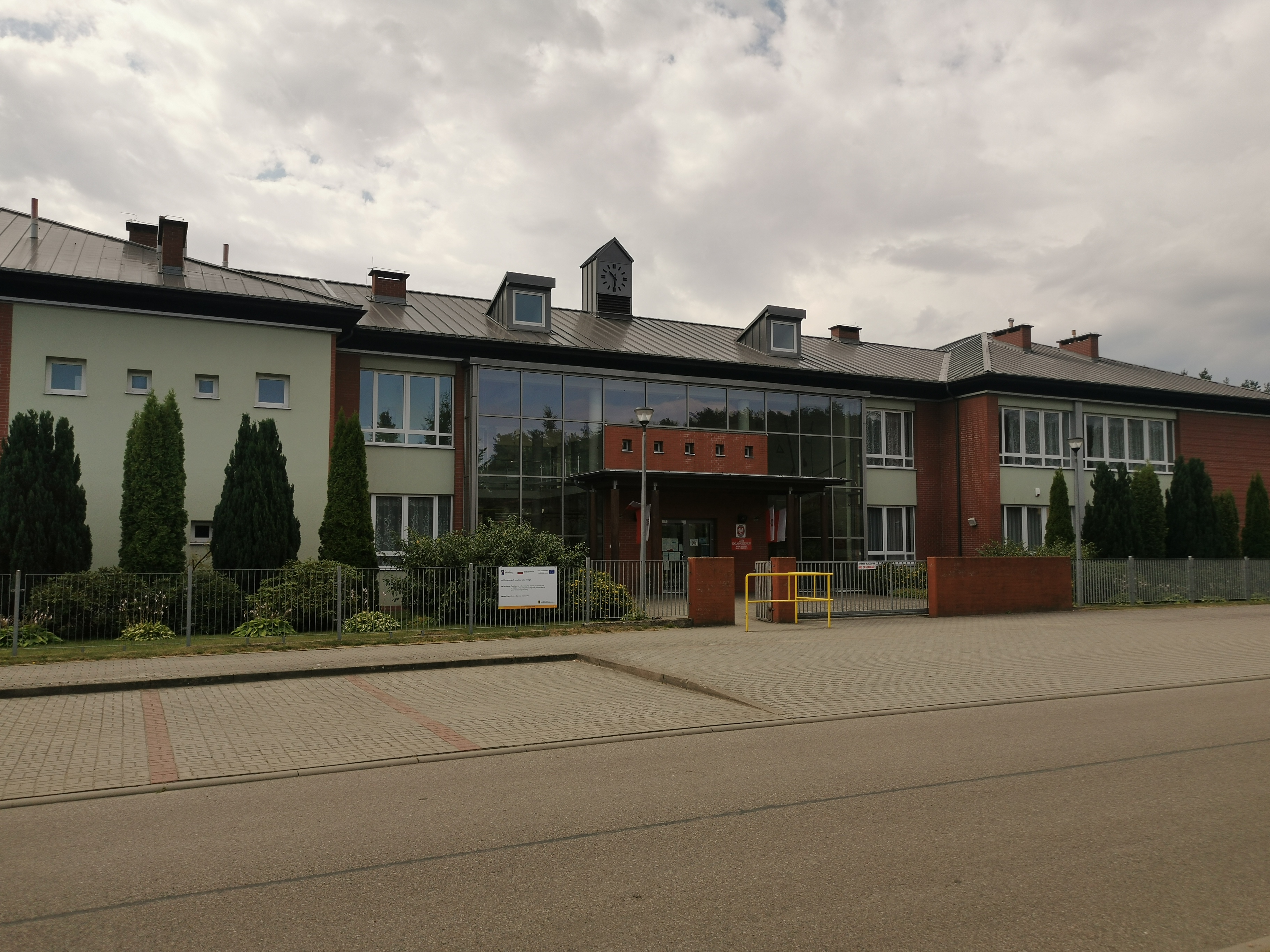
Schule (2021)
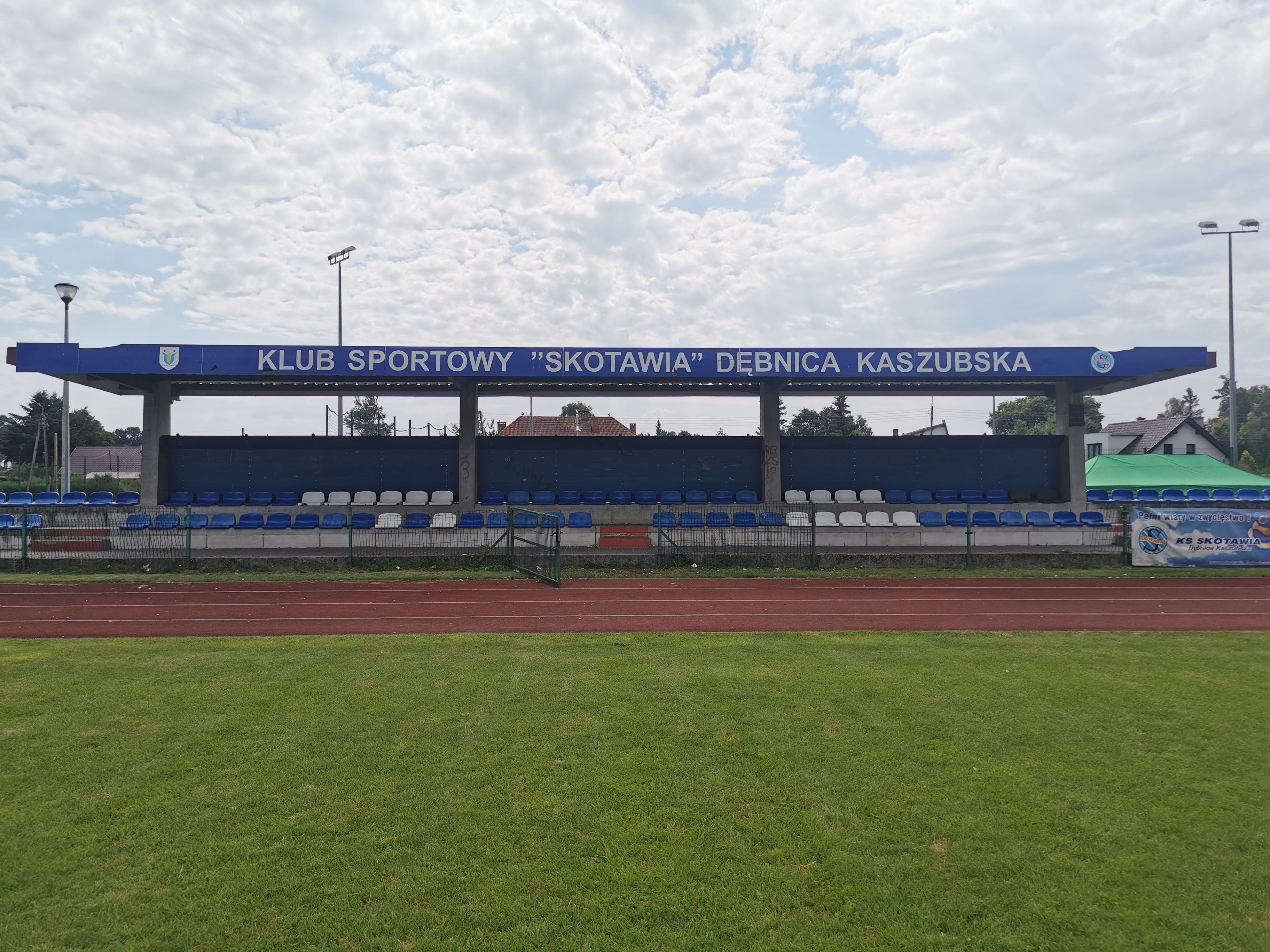
Tribüne des Leichtathletik- und Fußballstadions (2021)

Bis 1945 gehörte Rathsdamnitz zum Landkreis Stolp im Regierungsbezirk Köslin der preußischen Provinz Pommern des Deutschen Reichs. Es bildete einen eigenen Amts-, Standesamts- und Gendarmeriebezirk. Das zuständige Amtsgericht befand sich in Stolp. In die Gemeinde Rathsdamnitz eingegliedert war der Ortsteil Neufeld. 1938 wurde in Rathsdamnitz die Rundfunksendeanlage Sender Stolp errichtet. Während des Zweiten Weltkrieges wurden in dem Ort für die deutsche Armee  Flugzeugteile produziert.
Gegen Ende des Zweiten Weltkriegs rollten in den ersten Märztagen des Jahres 1945 Flüchtlingstrecks durch Rathsdamnitz. Am 6. März wurde die Räumung des Ortes für den folgenden Tag angeordnet. Ein Treck setzte sich dann in Richtung Gdingen in Bewegung, andere Einwohner flüchteten und etwa ein Viertel der Bevölkerung blieb im Dorf. Die Rote Armee hatte den Ort kurze Zeit später erreicht. Es kam zu Erschießungen, Plünderungen und Vergewaltigungen. Am 18. März 1945 wurden viele Einwohner aus ihren Wohnungen geholt und verschleppt.
Im Juni 1945 wurde Rathsdamnitz seitens der sowjetischen Besatzungsmacht der Volksrepublik Polen zur Verwaltung überlassen, lediglich das Vorwerk behielten Sowjetsoldaten besetzt. Das Dorf wurde unter der polonisierten Ortsbezeichnung ‚Dębnica Kaszubska‘ verwaltet. Unter polnischer Verwaltung wurden Folterungen verübt. Die einheimische Bevölkerung wurde fast ganz von der polnischen Administration vertrieben. Später wurden in der Bundesrepublik Deutschland 1628 und in der DDR 312 aus Rathsdamnitz vertriebene Dorfbewohner ermittelt.
Der Ort ist heute Sitz und Teil der gleichnamigen Landgemeinde im Powiat Słupski der Woiwodschaft Pommern (bis 1998 Woiwodschaft Słupsk). 

### Demographie
| Jahr | Einwohner | Anmerkungen |
| ---- | --------- | --- |
| 1782 | –         | Eigentumsdorf der Stadt Stolp, mit zwei Vorwerken, einer Papiermühle, einer Wassermühle, einer Schneidemühle, fünf Bauernstellen, drei Kossäten, zwei Büdnern, einem Krug, einer Schmiede, einem Prediger, einem Küster, einem Predigercolonus, einer zur Stolper Synode gehörigen Mutterkirche und 26 Feuerstellen (Haushaltungen) |
| 1818 | 257       | Pfarrdorf, im Besitz der Stadt Stolp, mit einer Holzwärterei, einer Papiermühle, die gewöhnliches Schreib-, Druck- und Löschpapier liefert, einer Wassermühle und einer Mutterkirche |
| 1852 | 679       | Dorf |
| 1864 | 1028      | am 3. Dezember, Gemeindebezirk |
| 1867 | 1118      | am 3. Dezember, stadteigenes Dorf Stolps |
| 1871 | 1144      | am 1. Dezember, stadteigenes Dorf Stolps, davon 1139 Evangelische, ein sonstiger Christ und vier Juden |
| 1885 | 1210      | am 1. Dezember, Landgemeinde, davon 1183 Evangelische, 22 Katholiken und fünf Juden |
| 1890 | 1410      | am 1. Dezember, davon 82 im Gemeindebezirk und 137 im Gutsbezirk |
| 1910 | 1585      | am 1. Dezember, Landgemeinde |
| 1925 | 2228      | darunter 2172 Evangelische und 43 Katholiken, keine Juden |
| 1933 | 3235      | [ 16 ] |
| 1939 | 2842      | [ 16 ] |

Heute (2024) leben hier 3220 Menschen.

## Kirche

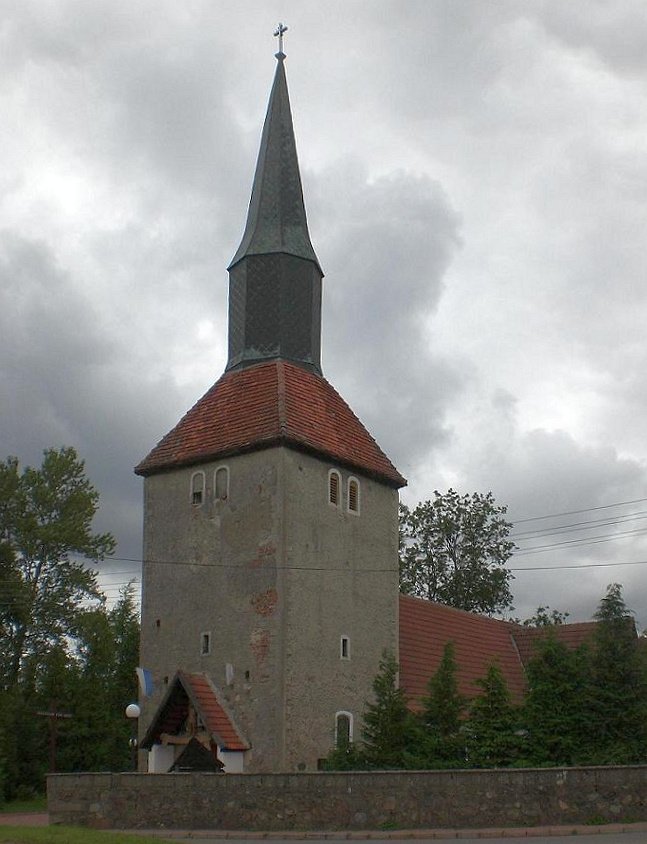
Dorfkirche, bis 1945 Gotteshaus der evangelischen Gemeinde Rathsdamnitz

### Pfarrkirche
Die Pfarrkirche Rathsdamnitz wurde 1584 erbaut und am Michaelistag (29. September) eingeweiht. Es handelt sich um einen Backsteinbau mit einem Turm, der auf einem Feldsteinfundament einfach und schmucklos errichtet worden ist. 1781 bis 1786 erhielt die Kirche nach Osten hin einen Fachwerkanbau. Kanzel und Altar waren vor 1945 verbunden und über der gemauerten Mensa aufgebaut.
Von den Ausstattungsgegenständen stammen zwei verstümmelte aus Holz geschnitzte Figuren – darunter Maria mit dem Kind – aus gotischer Zeit. Außerdem besaß die Kirche zwei gotische Altarleuchter. Seit 1839 hatte die Kirche eine Orgel.
Im Spätsommer 1899 wurde das Gotteshaus vergrößert und zu einer Kreuzkirche umgebaut. Damals erhielt sie eine neue Orgel des pommerschen Orgelbauers Christian Friedrich Völkner aus Dünnow.
Bis 1945 war die Rathdamnitzer Kirche ein evangelisches Gotteshaus. Die Kirche wurde 1945 von der polnischen Administration zugunsten der Katholischen Kirche in Polen zwangsenteignet und vom polnischen katholischen Klerus ‚neu geweiht‘.

### Evangelisches Kirchspiel bis 1945
Rathsdamnitz – vor 1945 fast ausnahmslos evangelischer Konfession – war vor 1945 Sitz des Pfarramtes des nach ihm benannten Kirchspiels. Eingepfarrt waren die Nachbardörfer Kriwan, Loitz, Neufeld  und Scharsow. Außerdem war die Kirchengemeinde Podewilshausen mit dem Dorf Mellin in das Kirchspiel eingegliedert, das zum Kirchenkreis Stolp-Stadt im Ostsprengel der Kirchenprovinz Pommern in der Kirche der Altpreußischen Union gehörte.
Das Kirchenpatronat oblag bis 1945 dem Magistrat der Stadt Stolp. Insgesamt 3900 Gemeindeglieder zählte das Kirchspiel im Jahre 1940. 

### Polnisches Kirchspiel seit 1945
Die seit 1945 und Vertreibung der einheimischen Dorfbewohner anwesende polnische Einwohnerschaft ist überwiegend katholisch. 
Die Römisch-katholische Kirche in Polen hat hier eine Pfarrei (Parafia) errichtet, die dem Dekanat Łupawa (Lupow, Kreis Stolp) im Bistum Pelplin im Erzbistum Danzig zugeordnet ist. Die Pfarrei trägt den Namen Św. Jana Chrzciciela (Johannes der Täufer).
Für evangelische Kirchenglieder ist das Pfarramt der Kreuzkirche in Słupsk in der Diözese Pommern-Großpolen der Evangelisch-Augsburgischen Kirche in Polen zuständig.

## Schule
Ein erstes Schulhaus dürfte in Dębnica Kaszubska im Jahr 1750 gebaut worden sein, das 1820 bereits durch ein neues Gebäude ersetzt wurde. 1834 belief sich die Schülerzahl auf 72 Kinder. 1834 und 1852 musste das Schulhaus erweitert werden, und 1872 wurde eine dritte Schulklasse eingerichtet.
1880 baute man als Ersatz für das bisherige Küsterhaus ein neues Lehrerwohnhaus. 1884 wurden 249 Schulkinder unterrichtet. Für diese Aufgabe wurden 1913 zwei Lehrkräfte eingestellt, bereits 1932 waren es insgesamt acht, die dann bereits 612 Schülerinnen und Schüler unterrichteten.

## Verkehr
Durch den Ort verläuft die Woiwodschaftsstraße 210 (DW 210), die von Ustka (Stolpmünde) über Słupsk (Stolp) kommend bis nach Unichowo (Wundichow) führt, wo sie auf die DW 212 von Lębork (Lauenburg in Pommern) nach Bytów trifft.
Zwischen 1894 und 1945 bestand direkter Bahnanschluss an die Stolpetalbahn der Stolper Bahnen, die die Kreisstadt mit Budow (heute polnisch: Budowo) verband. Heute ist Słupsk an den PKP-Linien 202 (Stargard Szczeciński–Danzig) und 405 (Ustka–Piła (Schneidemühl)) die nächste Bahnstation.

## Söhne und Töchter des Ortes
- Rudolf Steglich (1886–1976), deutscher Musikwissenschaftler

## Gmina Dębnica Kaszubska
Im Jahre 1983 wurde die Landgemeinde Dębnica Kaszubska gebildet, die damals eine Fläche von 271 km² mit 7623 Einwohnern hatte. Bis 1998 gehörte sie zur Woiwodschaft Słupsk.
Heute ist die Gmina Dębnica Kaszubska mit 20 Dörfern mit Schulzenamt und weiteren 26 Ortschaften Teil der Woiwodschaft Pommern und gehört zum Powiat Słupski. Sie umfasst eine Fläche von 300,02 km² (48 % forstwirtschaftliche und 43 % landwirtschaftliche Nutzfläche) und zählt 9600 Einwohner.